# Dytiscidae
I Ditiscidi (Dytiscidae Leach, 1815) sono una famiglia di insetti dell'ordine dei Coleoptera.

## Biologia

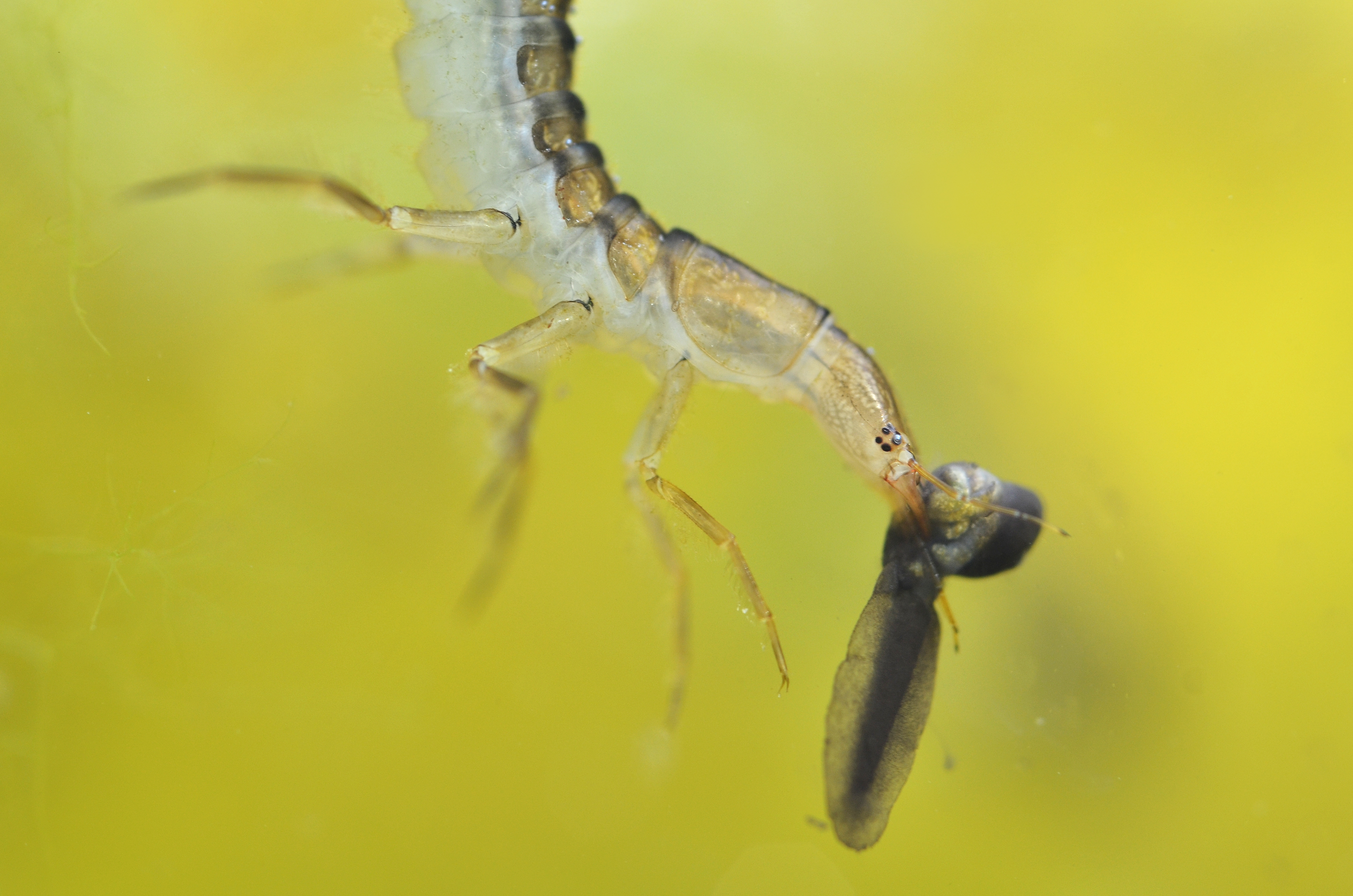
Larva di ditiscide che preda un girino.

Sono caratterizzati da un estremo adattamento alla vita acquatica, non solo allo stadio larvale ma anche a quello adulto.
Sia le larve che gli insetti adulti sono temibili cacciatori anche di vertebrati come piccoli pesci, girini e piccoli anfibi che afferrano con le loro potenti mandibole.

## Tassonomia
Comprende le seguenti sottofamiglie, tribù e generi:
- Sottofamiglia Agabinae Thomson, 1867
  - Tribù Agabini Thomson, 1867
    - Genere Agabus Leach, 1817
    - Genere Agametrus Sharp, 1882
    - Genere Andonectes Guéorguiev, 1971
    - Genere Hydronebrius Jakovlev, 1897
    - Genere Hydrotrupes Sharp, 1882
    - Genere Ilybiosoma Crotch, 1873
    - Genere Ilybius Erichson, 1832
    - Genere Leuronectes Sharp, 1882
    - Genere Platambus Thomson, 1859
    - Genere Platynectes Régimbart, 1879

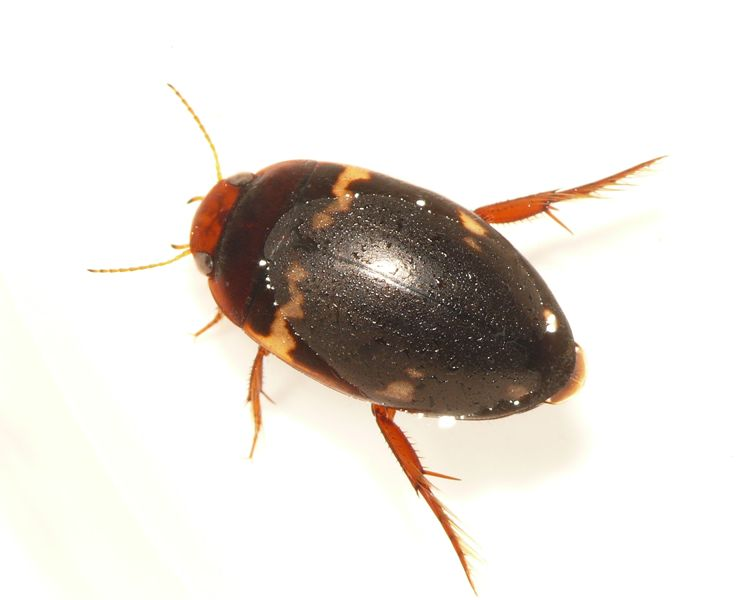
Agabus undulatus

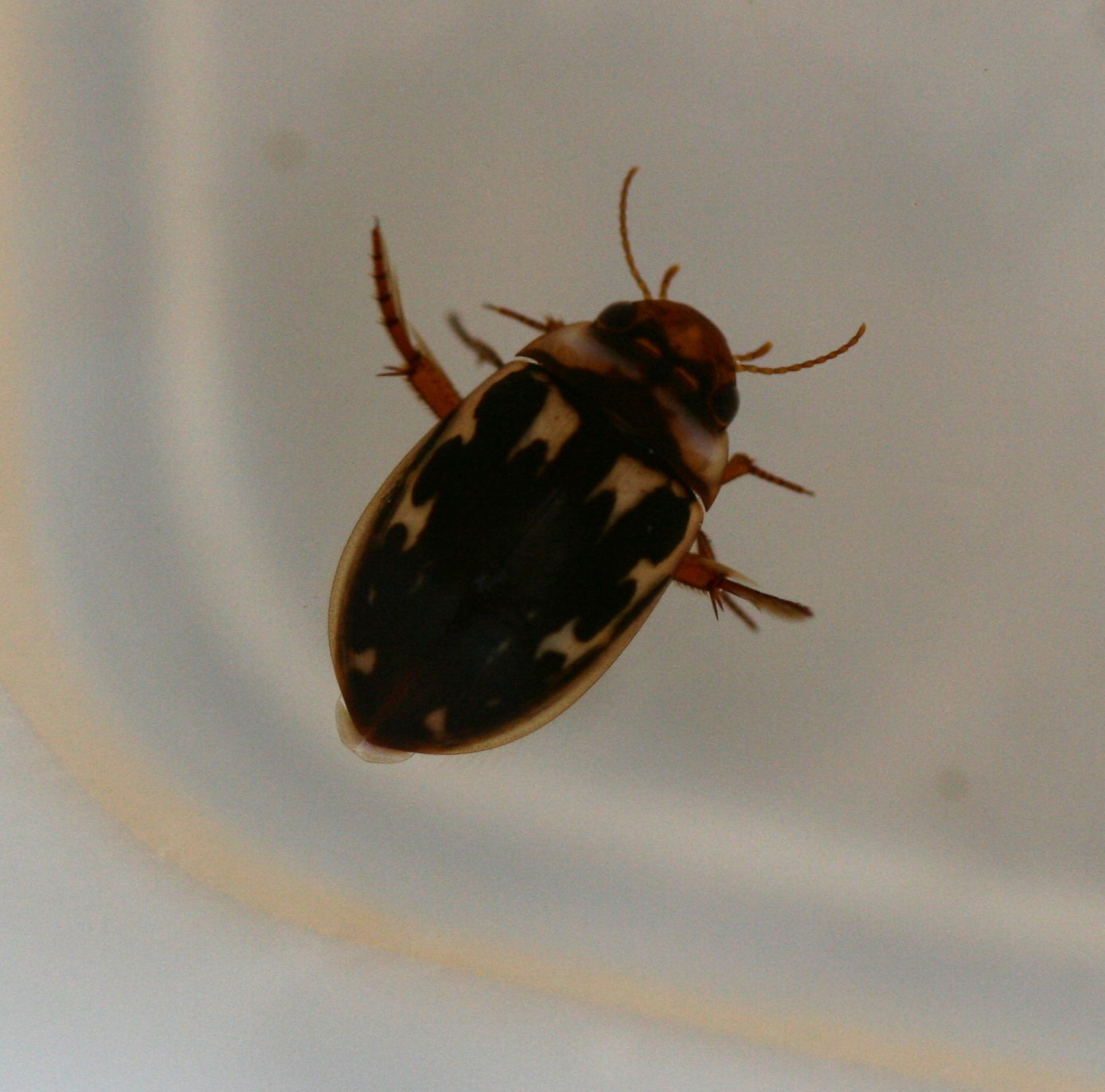
Platambus maculatus

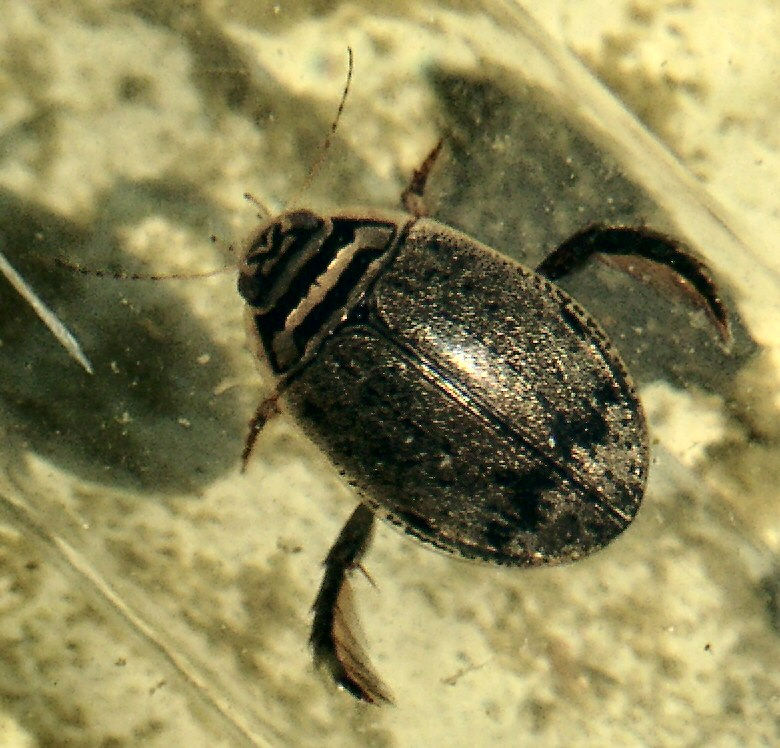
Acilius sulcatus

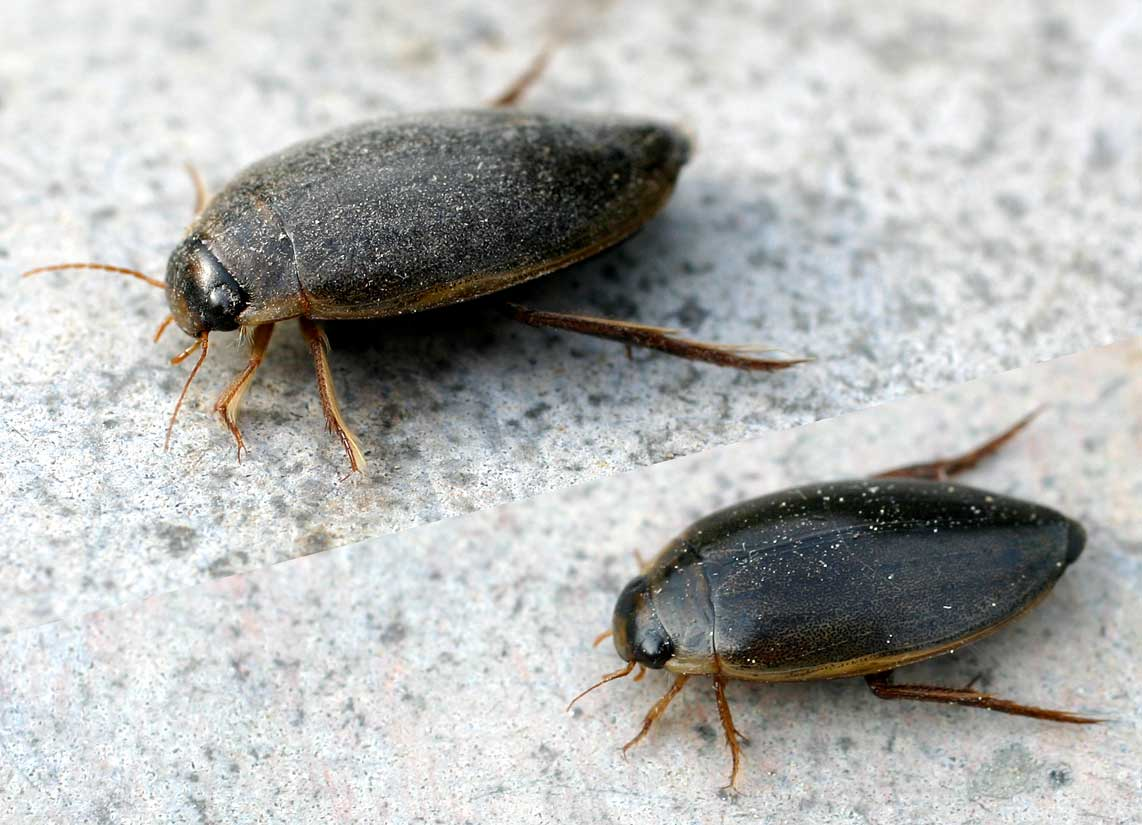
Colymbetes fuscus

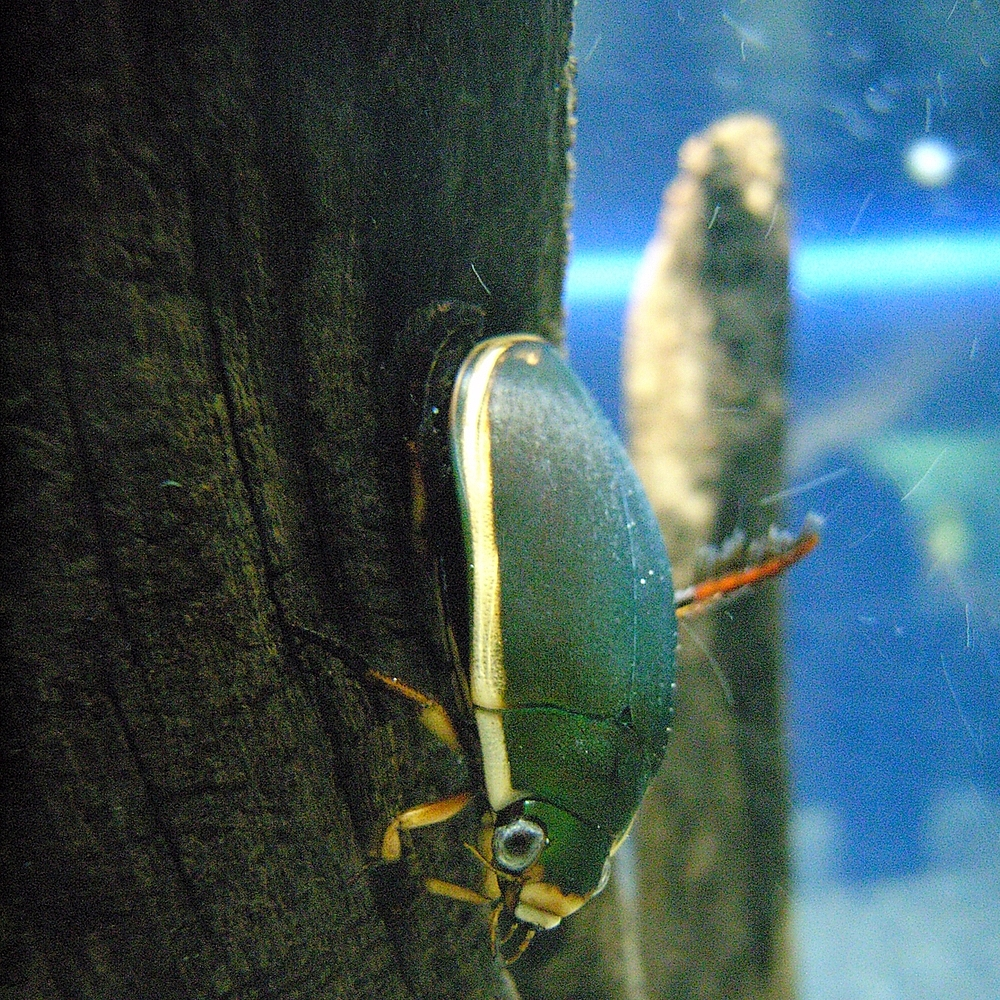
Cybister japonicus

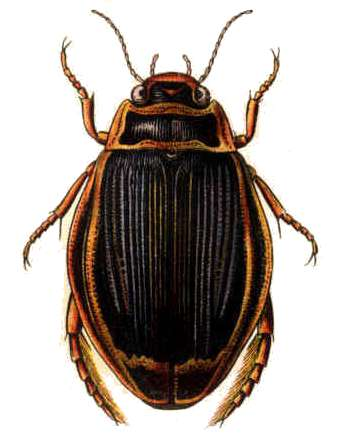
Dytiscus latissimus

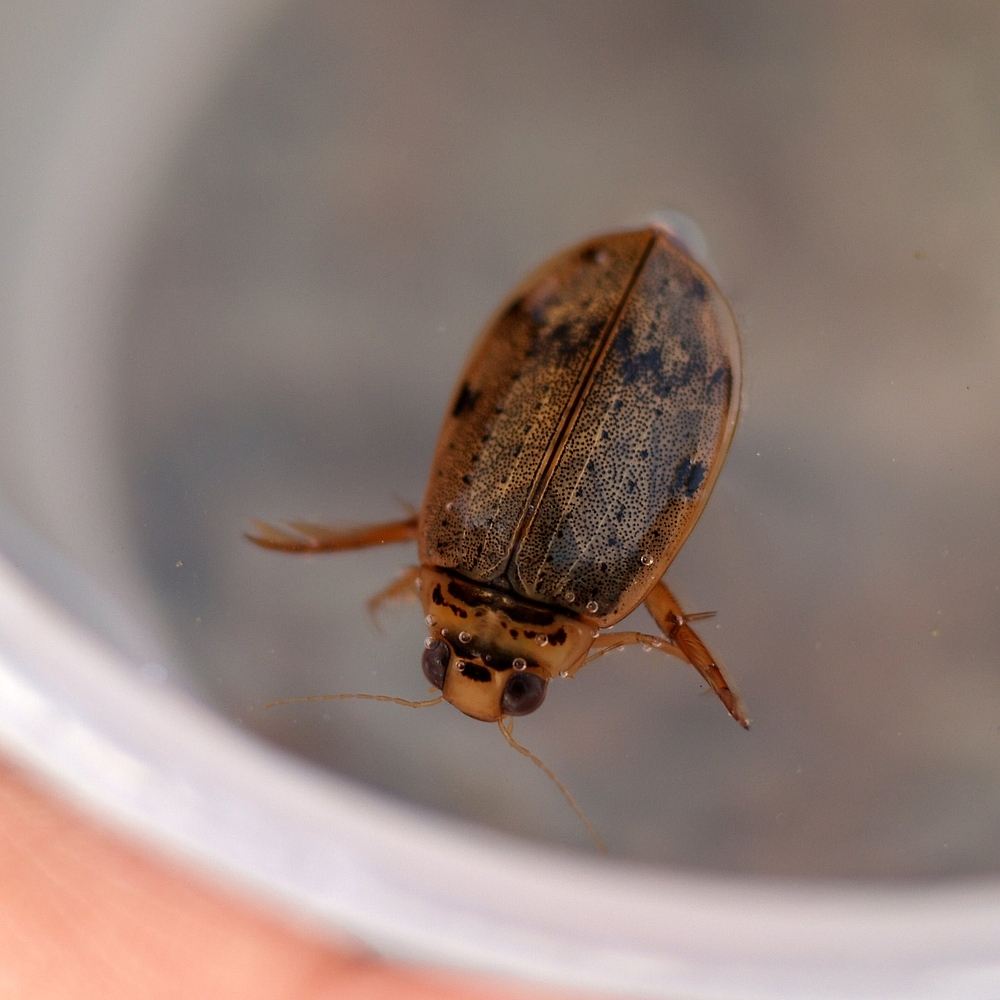
Eretes sticticus

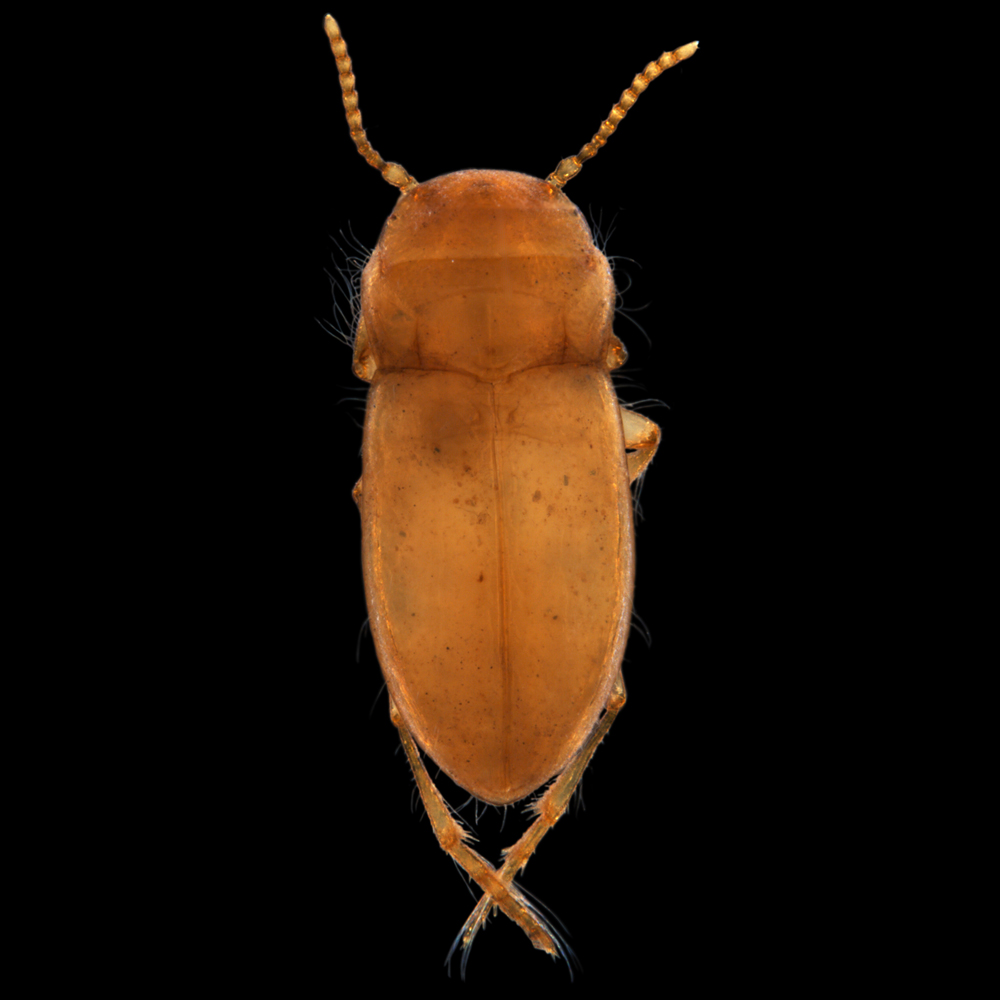
Limbodessus bennetti

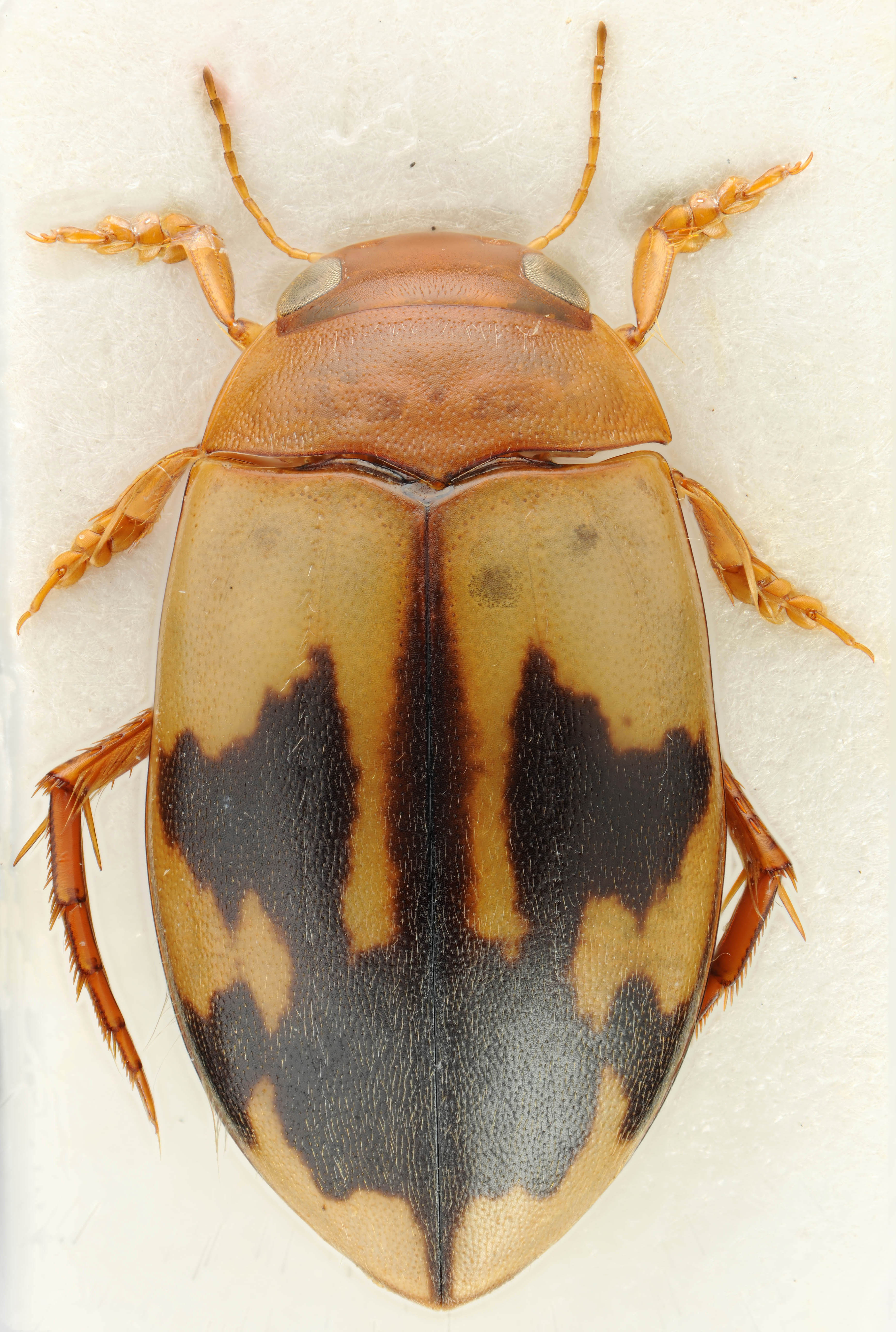
Megaporus howitti

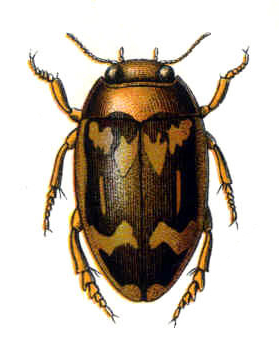
Laccophilus variegatus

- Sottofamiglia Colymbetinae Erichson, 1837
  - Tribù Anisomeriini Brinck, 1948
    - Genere Anisomeria Brinck, 1943
    - Genere Senilites Brinck, 1948

  - Tribù Carabdytini Pederzani, 1995
    - Genere Carabdytes Balke, Hendrich & Wewalka, 1992

  - Tribù Colymbetini Erichson, 1837
    - Genere Bunites Spangler, 1972
    - Genere Colymbetes Clairville, 1806
    - Genere Hoperius Fall, 1927
    - Genere Meladema Laporte, 1835
    - Genere Melanodytes Seidlitz, 1887
    - Genere Neoscutopterus J.Balfour-Browne, 1943
    - Genere Rhantus Dejean, 1833
    - Genere Rugosus García, 2001
- Sottofamiglia Copelatinae Branden, 1885
  - Tribù Copelatini Branden, 1885
    - Genere Agaporomorphus Zimmermann, 1921
    - Genere Aglymbus Sharp, 1882
    - Genere Copelatus Erichson, 1832
    - Genere Lacconectus Motschulsky, 1855
    - Genere Liopterus Dejean, 1833
    - Genere Papuadytes Balke, 1998
- Sottofamiglia Coptotominae Branden, 1885
  - Tribù Coptotomini Brinck, 1948
    - Genere Coptotomus Say, 1830
- Sottofamiglia incertae sedis
  - Genere Cretodytes Ponomarenko, 1977
  - Genere Palaeodytes Ponomarenko, 1987
- Sottofamiglia Dytiscinae Leach, 1815
  - Tribù Aciliini Thomson, 1867
    - Genere Acilius Leach, 1817
    - Genere Aethionectes Sharp, 1882
    - Genere Graphoderus Dejean, 1833
    - Genere Rhantaticus Sharp, 1882
    - Genere Sandracottus Sharp, 1882
    - Genere Thermonectus Dejean, 1833
    - Genere Tikoloshanes Omer-Cooper, 1956

  - Tribù Aubehydrini Guignot, 1942
    - Genere Notaticus Zimmermann, 1928

  - Tribù Cybisterini Sharp, 1880
    - Genere Austrodytes Watts, 1978
    - Genere Cybister Curtis, 1827
    - Genere Megadytes Sharp, 1882
    - Genere Onychohydrus Schaum & White, 1847
    - Genere Regimbartina Chatanay, 1911
    - Genere Spencerhydrus Sharp, 1882
    - Genere Sternhydrus Brinck, 1945

  - Tribù Dytiscini Leach, 1815
    - Genere Dytiscus Linnaeus, 1758
    - Genere Miodytiscus Wickham, 1911

  - Tribù Eretini Crotch, 1873
    - Genere Eretes Laporte, 1833

  - Tribù Hydaticini Sharp, 1880
    - Genere Hydaticus Leach, 1817
    - Genere Prodaticus Sharp, 1882

  - Tribù Hyderodini Miller, 2000
    - Genere Hyderodes Hope, 1838
- Sottofamiglia Hydrodytinae Miller, 2001
  - Tribù Hydrodytini K.B.Miller, 2001
    - Genere Hydrodytes K.B.Miller, 2001
    - Genere Microhydrodytes K.B.Miller, 2002
- Sottofamiglia Hydroporinae Aubé, 1836
  - Tribù Bidessini Sharp, 1880
    - Genere Africodytes Biström, 1988
    - Genere Allodessus Guignot, 1953
    - Genere Amarodytes Régimbart, 1900
    - Genere Anodocheilus Babington, 1841
    - Genere Bidessodes Régimbart, 1900
    - Genere Bidessonotus Régimbart, 1895
    - Genere Bidessus Sharp, 1882
    - Genere Borneodessus Balke, Hendrich, Mazzoldi & Biström, 2002
    - Genere Brachyvatus Zimmermann, 1919
    - Genere Clypeodytes Régimbart, 1894
    - Genere Comaldessus Spangler & Barr, 1995
    - Genere Crinodessus K.B.Miller, 1997
    - Genere Geodessus Brancucci, 1979
    - Genere Gibbidessus Watts, 1978
    - Genere Glareadessus Wewalka & Biström, 1998
    - Genere Hemibidessus Zimmermann, 1921
    - Genere Huxelhydrus Sharp, 1882
    - Genere Hydroglyphus Motschulsky, 1853
    - Genere Hypodessus Guignot, 1939
    - Genere Kintingka Watts & Humphreys, 1999
    - Genere Leiodytes Guignot, 1936
    - Genere Limbodessus Guignot, 1939
    - Genere Liodessus Guignot, 1939
    - Genere Microdessus Young, 1967
    - Genere Neobidessus Young, 1967
    - Genere Neoclypeodytes Young, 1967
    - Genere Pachynectes Régimbart, 1903
    - Genere Papuadessus Balke, 2001
    - Genere Peschetius Guignot, 1942
    - Genere Platydytes Biström, 1988
    - Genere Pseuduvarus Biström, 1988
    - Genere Sharphydrus Omer-Cooper, 1958
    - Genere Sinodytes Spangler, 1996
    - Genere Tepuidessus Spangler, 1981
    - Genere Trogloguignotus Sanfilippo, 1958
    - Genere Tyndallhydrus Sharp, 1882
    - Genere Uvarus Guignot, 1939
    - Genere Yola Gozis, 1886
    - Genere Yolina Guignot, 1936

  - Tribù Carabhydrini Watts, 1978
    - Genere Carabdytes Balke, Hendrich & Wewalka, 1992
    - Genere Carabhydrus Watts, 1978

  - Tribù Hydroporini Aubé, 1836
    - Genere Antiporus Sharp, 1882
    - Genere Barretthydrus Lea, 1927
    - Genere Canthyporus Zimmermann, 1919
    - Genere Chostonectes Sharp, 1882
    - Genere Deronectes Sharp, 1882
    - Genere Etruscodytes Mazza, Cianferoni & Rocchi, 2013 [3]
    - Genere Graptodytes Seidlitz, 1887
    - Genere Haideoporus Young & Longley, 1976
    - Genere Heterosternuta Strand, 1935
    - Genere Hydrocolus Roughley & Larson, 2000
    - Genere Hydroporus Clairville, 1806
    - Genere Iberoporus Castro & Delgado, 2001
    - Genere Laccornellus Roughley & Wolfe, 1987
    - Genere Lioporeus Guignot, 1950
    - Genere Megaporus Brinck, 1943
    - Genere Metaporus Guignot, 1945
    - Genere Nebrioporus Régimbart, 1906
    - Genere Necterosoma W.J. Macleay, 1871
    - Genere Neoporus Guignot, 1931
    - Graphoderus bilineatusGenere Nirripirti Watts & Humphreys, 2001
    - Genere Oreodytes Seidlitz, 1887
    - Genere Paroster Sharp, 1882
    - Genere Porhydrus Guignot, 1945
    - Genere Pteroporus Guignot, 1933
    - Genere Sanfilippodytes Franciscolo, 1979
    - Genere Scarodytes Gozis, 1914
    - Genere Sekaliporus Watts, 1997
    - Genere Siamoporus Spangler, 1996
    - Genere Siettitia Abeille de Perrin, 1904
    - Genere Sternopriscus Sharp, 1882
    - Genere Stictonectes Brinck, 1943
    - Genere Stictotarsus Zimmermann, 1919
    - Genere Stygoporus Larson & LaBonte, 1994
    - Genere Suphrodytes Gozis, 1914
    - Genere Tiporus Watts, 1985
    - Genere Trichonectes Guignot, 1941

  - Tribù Hydrovatini Sharp, 1880
    - Genere Hydrovatus Motschulsky, 1853
    - Genere Queda Sharp, 1882

  - Tribù Hygrotini Portevin, 1929
    - Genere Heroceras Guignot, 1950
    - Genere Herophydrus Sharp, 1882
    - Genere Hygrotus Stephens, 1828
    - Genere Hyphoporus Sharp, 1882
    - Genere Procoelambus Théobald, 1937

  - Tribù Hyphydrini Gistel, 1848
    - Genere Agnoshydrus Biström, Nilsson & Wewalka, 1997
    - Genere Allopachria Zimmermann, 1924
    - Genere Andex Sharp, 1882
    - Genere Anginopachria Wewalka, Balke & Hendrich, 2001
    - Genere Coelhydrus Sharp, 1882
    - Genere Darwinhydrus Sharp, 1882
    - Genere Desmopachria Babington, 1841
    - Genere Dimitshydrus  Uéno, 1996
    - Genere Heterhydrus Fairmaire, 1869
    - Genere Hovahydrus Biström, 1982
    - Genere Hydropeplus Sharp, 1882
    - Genere Hyphovatus Wewalka & Biström, 1994
    - Genere Hyphydrus Illiger, 1802
    - Genere Microdytes J.Balfour-Browne, 1946
    - Genere Pachydrus Sharp, 1882
    - Genere Primospes Sharp, 1882

  - Tribù Laccornini Wolfe and Roughley, 1990
    - Genere Laccornis Gozis, 1914

  - Tribù Methlini Branden, 1885
    - Genere Celina Aubé, 1837
    - Genere Methles Sharp, 1882

  - Tribù Schistomerini Palmer, 1957 †
    - Genere Schistomerus Palmer, 1957

  - Tribù Vatellini Sharp, 1880
    - Genere Calicovatellus K.B.Miller & Lubkin, 2001
    - Genere Derovatellus Sharp, 1882
    - Genere Vatellus Aubé, 1837

  - Tribù incertae sedis
    - Genere Hydrodessus J.Balfour-Browne, 1953
    - Genere Kuschelydrus Ordish, 1976
    - Genere Morimotoa Uéno, 1957
    - Genere Phreatodessus Ordish, 1976
    - Genere Terradessus Watts, 1982
    - Genere Typhlodessus Brancucci, 1985

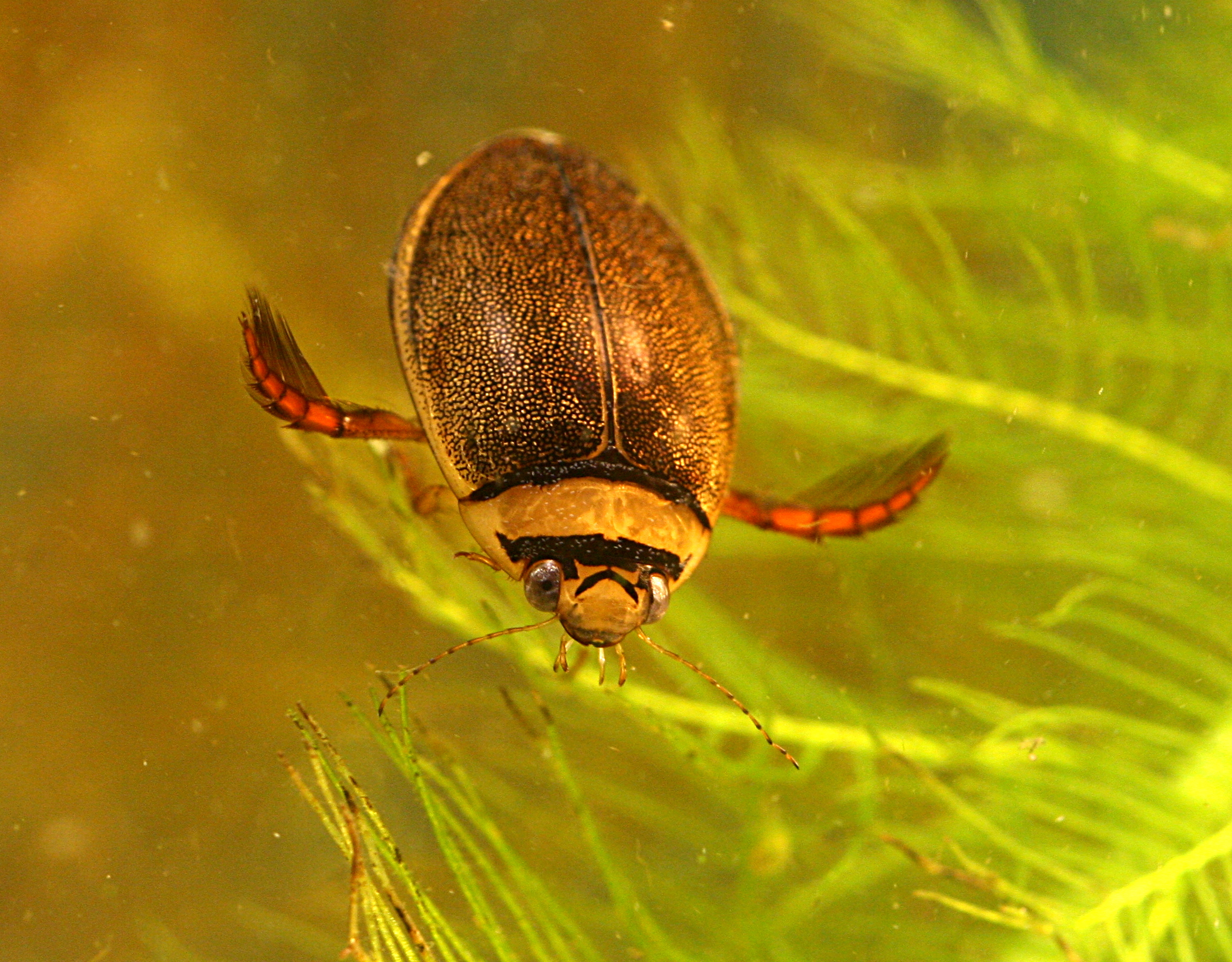
Graphoderus bilineatus

- Sottofamiglia Laccophilinae Gistel, 1848
  - Tribù Agabetini Branden, 1885
    - Genere Agabetes Crotch, 1873

  - Tribù Laccophilini Gistel, 1848
    - Genere Africophilus Guignot, 1948
    - Genere Australphilus Watts, 1978
    - Genere Japanolaccophilus Satô, 1972
    - Genere Laccodytes Régimbart, 1895
    - Genere Laccophilus Leach, 1815
    - Genere Laccoporus J.Balfour-Browne, 1939
    - Genere Laccosternus Brancucci, 1983
    - Genere Napodytes Steiner, 1981
    - Genere Neptosternus Sharp, 1882
    - Genere Philaccolilus Guignot, 1937
    - Genere Philaccolus Guignot, 1937
    - Genere Philodytes J.Balfour-Browne, 1939
- Sottofamiglia Lancetinae Branden, 1885
  - Tribù Lancetini Branden, 1885
    - Genere Lancetes Sharp, 1882
- Sottofamiglia Matinae Branden, 1885
  - Tribù Matini Branden, 1885
    - Genere Allomatus Mouchamps, 1964
    - Genere Batrachomatus Clark, 1863
    - Genere Matteo Aubé, 1836